# 妙行寺 (さいたま市)

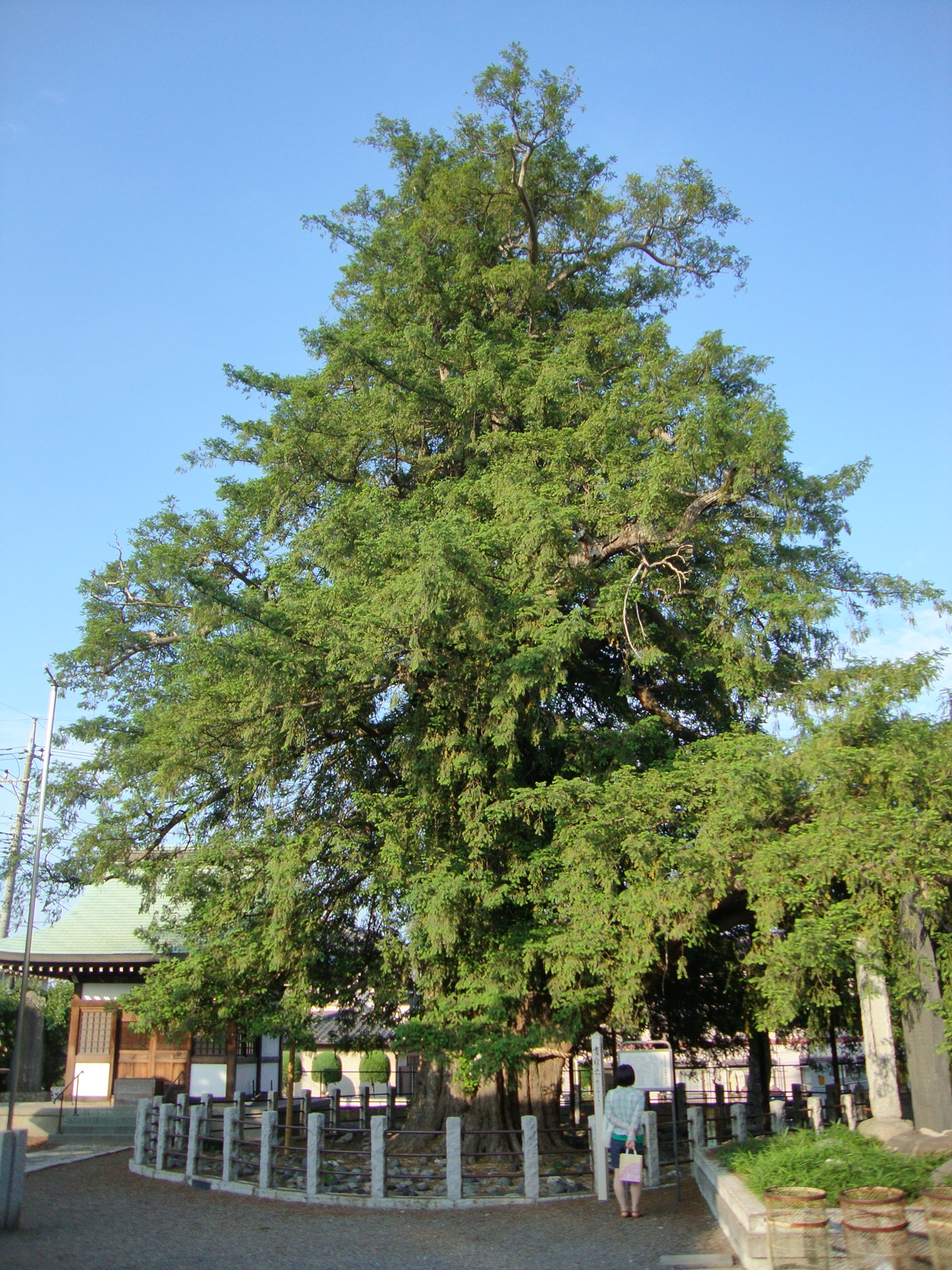
与野の大カヤ

妙行寺（みょうぎょうじ）は、埼玉県さいたま市中央区鈴谷にある日蓮宗の寺院。山号は東永山。旧本山は下総の大本山正中山法華経寺。隣接する金毘羅天堂に「与野の大カヤ」（国の天然記念物）があり、通称、カヤの木の寺として知られる。また、境内には「妙行寺のモッコク」（県指定天然記念物）もある。

## 歴史
鎌倉時代に創建された臨済宗寺院の東栄山心浄寺が起源。応永15年（1408年）日英（応永30年（1423年）没）が日蓮宗に改めた。慶安2年（1649年）徳川家光から寺領10石の朱印を拝領した。以後万延元年（1860年）まで計7通の朱印状が伝わる。安永2年（1773年）火災で伽藍を焼失し、安永7年（1778年）諸堂を復興、山号を東栄山から東永山に改めた。現在の本堂は昭和5年（1930年）の火災焼失後、昭和10年（1935年）に再建されたもの。

## 境内
- 本堂
- 山門　昭和58年（1983年）再建。

## 参考資料
- 日蓮宗寺院大鑑編集委員会『宗祖第七百遠忌記念出版 日蓮宗寺院大鑑』大本山池上本門寺 (1981年)
- 『与野の文化財』与野市教育委員会（1974年）
- 『与野市の文化財』与野市教育委員会（1988年）
- 『与野まち風土記』与野市教育委員会（1998年）
- 「鈴ヶ谷村 妙行寺」『新編武蔵風土記稿』 巻ノ155足立郡ノ21、内務省地理局、1884年6月。NDLJP:764001/11。
- “文化財紹介 妙行寺のモクコク”. さいたま市ホームページ (2019年10月17日). 2021年4月23日閲覧。